# 貪愛 (古印度哲學)
貪愛，lobha，巴利語：，緬甸語：），在佛教與印度教中，有貪婪，欲望，渴望，性欲等多種不同意思，通常是指被感官對象吸引的狀況 。

## 字源
源自原始印歐語字根 leubh-，有關心，欲求，喜愛等意思，英語的愛（英語：Love）也是來自這個字根。在梵文中，是一個法律名詞，代表對於財富的貪婪欲望。這是作偽證的原因之一。

## 佛教
在佛教中，與貪（rāga）以及渴愛（Taṇhā），被當成是同義詞。主要使用在阿毗達摩中，當作一種心所，與瞋（dosa）及癡（moha），並列為三不善根。

## 印度教
在印度教中，貪愛（lobha）是會影響我（Ātman）的五種煩惱（Kleshas）之一，也是六敵之一。
在《摩奴法論》中，貪愛指的是對於物質的欲望。